# Кучерявка кущова
Кучерявка кущова (Atraphaxis frutescens) — вид рослин з родини гречкових (Polygonaceae), поширений на південному сході Європи й на схід до північного Китаю.

## Опис
Чагарничок 20–70(100) см заввишки, значно гіллястий. Кореневища довгі горизонтальні. Стебло міцне, зі сіро-коричневою корою. Гілки поточного року трав'янисті, старші — дерев'янисті. Листки від синьо-зелених до сіро-зелених, вузьколанцетні, еліптичні, довгасті або зворотньо-ланцетні, 1–2.5 × 0.5–1.5 см. Квітки в кінцевих пухких і недовгих кистях, на довгих квітконіжках. Оцвітина з 5 листочків, листочки оцвітини рожеві, з білим краєм; тичинок 8; стовпчиків 3. Горішок гостро-3-гранний, темно-бурий, голий і блискучий, верхівка загострена.
Період цвітіння: травень — липень. Період плодоношення: липень — вересень. Розмножується насінням.

## Поширення
Поширений у Євразії від сходу України до півночі Китаю.
В Україні вид зростає на кам'янистих породах, вугільних сланцях і вапняках — Луганська й Донецька області.